# 2012-es magyar amerikaifutball-bajnokság
A 2012-es magyar amerikaifutball-bajnokság a nyolcadik férfi amerikaifutball-bajnokság, melyet a Magyar Amerikai Futball Szövetség írt ki.
A bajnokság a 2011-ben megkezdett átszervezésnek megfelelően került kiírásra. Első alkalommal rendezték meg a Hungarian Football League (HFL) bajnokságot, mely a legmagasabb, kiemelt osztálya a bajnokságnak, és a VII. Hungarian Bowl címért került kiírásra. A HFL bajnokság 2012. szeptember 1-én vette kezdetét, az induló csapatok a Budapest Hurricanes, az Újbuda Rebels, a Budapest Wolves és a Győr Sharks voltak. A lebonyolítás szerint a 4 csapat egykörös 3 fordulós alapszakaszt játszott, ahonnan az első 2 helyezett csapat jutott be a döntőbe. A Nyíregyháza Tigers ugyan nevezett, de nem vállalta az indulást.
A tavasszal megrendezett Divízió I lett a másodosztály, a VI. Pannon Bowl trófeáért 6 csapat vetélkedett, míg a Divízió II (harmadosztály) 12 csapata Keleti és Nyugati csoportra bontva vetélkedtek a III. Duna Bowl trófeáért. Az őszi idényre az alacsonyabb osztályú csapatok számára kiírták a II. Blue Bowl kupát, melynek döntőjén a Budapest Cowboys 13–6 arányban győzött az Újpest Bulldogs ellen.

## HFL

### HFL alapszakasz
| #  | Csapat              | M | Gy | V | P35+ | P35– | %    | Megjegyzés     |
| -- | ------------------- | - | -- | - | ---- | ---- | ---- | -------------- |
| 1. | Budapest Hurricanes | 3 | 3  | 0 | 104  | 48   | 1,00 | Hungarian Bowl |
| 2. | Budapest Wolves     | 3 | 2  | 1 | 95   | 46   | 0,67 | Hungarian Bowl |
| 3. | Újbuda Rebels       | 3 | 1  | 2 | 59   | 82   | 0,33 |                |
| 4. | Győr Sharks         | 3 | 0  | 3 | 34   | 116  | 0,00 |                |

Az alapszakasz során szerezte a Budapest Wolves fennállásának első magyar bajnoki vereségét, a Budapest Hurricanes ellen.

### VII. Hungarian Bowl
Budapest Wolves – Budapest Hurricanes 65–21 (14–8, 17–7, 20–7, 14–0). A döntő MVP-je Storcz András lett.

## Divízió I
A másodosztályú bajnokság (MAFL Divízió I.) alapszakaszában a 6 csapatmindegyike 5 mérkőzést játszott az alapszakaszban. Az első 4 helyezett bejutott a rájátszásba, ahol elődöntők és a döntő következett.

### Alapszakasz
| #  | Csapat                | M | Gy | V | P35+ | P35– | %    | Megjegyzés |
| -- | --------------------- | - | -- | - | ---- | ---- | ---- | ---------- |
| 1. | Dunaújváros Gorillaz  | 5 | 5  | 0 | 144  | 78   | 1,00 | Play-off   |
| 2. | Budapest Titans       | 5 | 4  | 1 | 133  | 60   | 0,80 | Play-off   |
| 3. | Békéscsaba Raptors    | 5 | 3  | 2 | 95   | 64   | 0,60 | Play-off   |
| 4. | Eger Heroes           | 5 | 1  | 4 | 70   | 104  | 0,20 | Play-off   |
| 5. | Jászberény Wolverines | 5 | 1  | 4 | 42   | 88   | 0,20 |            |
| 6. | Szolnok Soldiers      | 5 | 1  | 4 | 28   | 118  | 0,20 |            |

### Rájátszás
|  | Elődöntők                     | Elődöntők            | Elődöntők          |   |   | VI. Pannon Bowl            | VI. Pannon Bowl | VI. Pannon Bowl |
|  |                               |                      |                    |   |   |                            |                 |                 |
|  | 2012. 06. 30., Dunaferr Aréna |                      |                    |   |   |                            |                 |                 |
|  | 1                             | Dunaújváros Gorillaz | 42                 |   |   |                            |                 |                 |
|  | 4                             | Eger Heroes          | 12                 |   |   |                            |                 |                 |
|  |                               |                      |                    |   |   |                            |                 |                 |
|  |                               |                      |                    |   |   | 2012. 07. 14., BKV stadion |                 |                 |
|  |                               |                      |                    |   | 1 | Dunaújváros Gorillaz       | 34              |                 |
|  |                               | 3                    | Békéscsaba Raptors | 3 |   |                            |                 |                 |
|  |                               |                      |                    |   |   |                            |                 |                 |
|  |                               |                      |                    |   |   |                            |                 |                 |
|  |                               |                      |                    |   |   |                            |                 |                 |
|  | 2012. 06. 30., Budapest       |                      |                    |   |   |                            |                 |                 |
|  | 2                             | Budapest Titans      | 20                 |   |   |                            |                 |                 |
|  | 3                             | Békéscsaba Raptors   | 25                 |   |   |                            |                 |                 |

## Divízió II

### Alapszakasz, Keleti csoport
| #  | Csapat               | M | Gy | V | P35+ | P35– | %    | Megjegyzés |
| -- | -------------------- | - | -- | - | ---- | ---- | ---- | ---------- |
| 1. | Budapest Cowboys 2   | 5 | 5  | 0 | 174  | 9    | 1,00 | Play-off   |
| 2. | Nyíregyháza Tigers 2 | 5 | 4  | 1 | 193  | 58   | 0,80 | Play-off   |
| 3. | Újpest Bulldogs      | 5 | 3  | 2 | 138  | 102  | 0,60 |            |
| 4. | Debrecen Gladiators  | 5 | 2  | 3 | 105  | 107  | 0,40 |            |
| 5. | Budapest Eagles      | 5 | 1  | 4 | 71   | 237  | 0,20 |            |
| 6. | Budapest Wolves 2    | 5 | 0  | 5 | 32   | 200  | 0,00 |            |

### Alapszakasz, Nyugati csoport
| #  | Csapat             | M | Gy | V | P35+ | P35– | %    | Megjegyzés |
| -- | ------------------ | - | -- | - | ---- | ---- | ---- | ---------- |
| 1. | Újbuda Rebels 2    | 5 | 5  | 0 | 149  | 38   | 1,00 | Play-off   |
| 2. | Tata Mustangs      | 5 | 3  | 2 | 181  | 85   | 0,60 | Play-off   |
| 3. | Haladás Crushers   | 5 | 3  | 2 | 138  | 59   | 0,60 |            |
| 4. | Zala Predators     | 5 | 3  | 2 | 114  | 77   | 0,60 |            |
| 5. | Pécs Gringos       | 5 | 1  | 4 | 33   | 226  | 0,20 |            |
| 6. | Veszprém Wildfires | 5 | 0  | 5 | 31   | 161  | 0,00 |            |

### Rájátszás
|  | Elődöntők     | Elődöntők            | Elődöntők       |   |    | III. Duna Bowl             | III. Duna Bowl | III. Duna Bowl |
|  |               |                      |                 |   |    |                            |                |                |
|  | 2012. 07. 01. |                      |                 |   |    |                            |                |                |
|  | K1            | Budapest Cowboys 2   | 29              |   |    |                            |                |                |
|  | Ny2           | Tata Mustangs        | 14              |   |    |                            |                |                |
|  |               |                      |                 |   |    |                            |                |                |
|  |               |                      |                 |   |    | 2012. 07. 14., BKV stadion |                |                |
|  |               |                      |                 |   | K1 | Budapest Cowboys 2         | 33             |                |
|  |               | Ny1                  | Újbuda Rebels 2 | 7 |    |                            |                |                |
|  |               |                      |                 |   |    |                            |                |                |
|  |               |                      |                 |   |    |                            |                |                |
|  |               |                      |                 |   |    |                            |                |                |
|  | 2012. 07. 01. |                      |                 |   |    |                            |                |                |
|  | Ny1           | Újbuda Rebels 2      | 37              |   |    |                            |                |                |
|  | K2            | Nyíregyháza Tigers 2 | 14              |   |    |                            |                |                |

A III. Duna Bowl döntőt 2012. 07. 14-én rendezték a BKV stadionban, a félidei fellépő Tóth Gabi volt. Újbuda Rebels 2 - Budapest Cowboys 7–33